# Abdij van Sauve-Majeure
De Abdij van Sauve-Majeure is gelegen in het dorp La Sauve in het Franse departement Gironde, in de wijngaarden van Entre-Deux-Mers. Hoewel er nog slechts een ruïne over is gebleven, is de abdij een interessant voorbeeld van Romaanse kunst. De prachtig gebeeldhouwde kapitelen vormen de voornaamste bezienswaardigheid. In december 1998 werd de abdij opgenomen in de UNESCO Werelderfgoedlijst als onderdeel van de Pelgrimsroutes in Frankrijk naar Santiago de Compostella.

## Stichting en bloeiperiode
De abdij werd in 1079 gesticht door Gerard van Corbie, die ook wel bekendstaat als Gerard van Sauve Majeur. Als stichtingsplaats koos hij Hautville uit, halverwege tussen de Dordogne en de Garonne. De naam van het klooster is afgeleid van het uitgestrekte woud dat in die tijd de streek Entre-Deux-Mers bedekte: la Silva Major.
Met de steun van hertog Willem VIII van Aquitanië en de paus en dankzij gulle donateurs en begunstigers, onder wie de koningen van Frankrijk en Engeland, floreerde de abdij al snel. Zij lag op een van de pelgrimswegen naar Santiago en was een regionaal vertrekpunt voor deze pelgrimstocht. Gerard van Sauve Majeure werd in 1095 in de abdijkerk begraven en ruim een eeuw later (1197) door paus Celestinus III heilig verklaard. De huidige kerk werd ingewijd in 1231. Een unieke set inwijdingsmedaillons herinnert nog aan deze gebeurtenis.
In de Middeleeuwen was de adbij rijk en machtig met 51 priorijen, tot in Engeland. Door haar rijkdom was ze een geduchte rivaal voor het nabij gelegen Bordeaux. Hertogin Eleonora van Aquitanië bracht verscheidene bezoeken aan het klooster. Maar de weelde van de Grande Sauve trok ook plunderaars aan, Basken en Navarrezen, die de abdij regelmatig beroofden. Ook de burgers van La Sauve kwamen herhaaldelijk in opstand tegen de rijke monniken.

## Langzaam verval
De verwoestingen van de Honderdjarige Oorlog (1337-1453) maken reparaties en versterkingen in de zestiende eeuw noodzakelijk. Deze kunnen niet verhinderen dat de rijkdom en invloed van de abdij langzaam teruglopen ten gunste van de bastide Créon. In de zeventiende en achttiende eeuw brengen natuurrampen de gebouwen zware schade toe. Eerst een zware storm in 1665, die uiteindelijk leidt tot het instorten van de klokkentoren. Vervolgens in 1759 een aardbeving, die het bouwwerk nog verder verzwakt.
Tijdens de Franse Revolutie worden de bezittingen van de abdij in beslag genomen en verspreid. Vanaf 1793 worden de gebouwen gebruikt als een gevangenis, waarna enkele jaren later de gewelven van de kerk instorten. Gedurende 40 jaar wordt de abdij gebruikt als steengroeve voor het dorp. Pas in 1837 krijgt de abdij weer een functie als een aartsbisschop het klooster koopt en dienst laat doen als jezuïetencollege. In 1910 verwoest een brand de school en worden de gebouwen opnieuw verlaten. Tussen 1914 en 1918 doet de abdij dienst als klein militair hospitaal.
In 1960 koopt de Franse staat het monument en beginnen de herstelwerkzaamheden. De abdij is tegenwoordig opengesteld voor het publiek onder beheer van het Centre des Monuments Historiques.

## Afbeeldingen

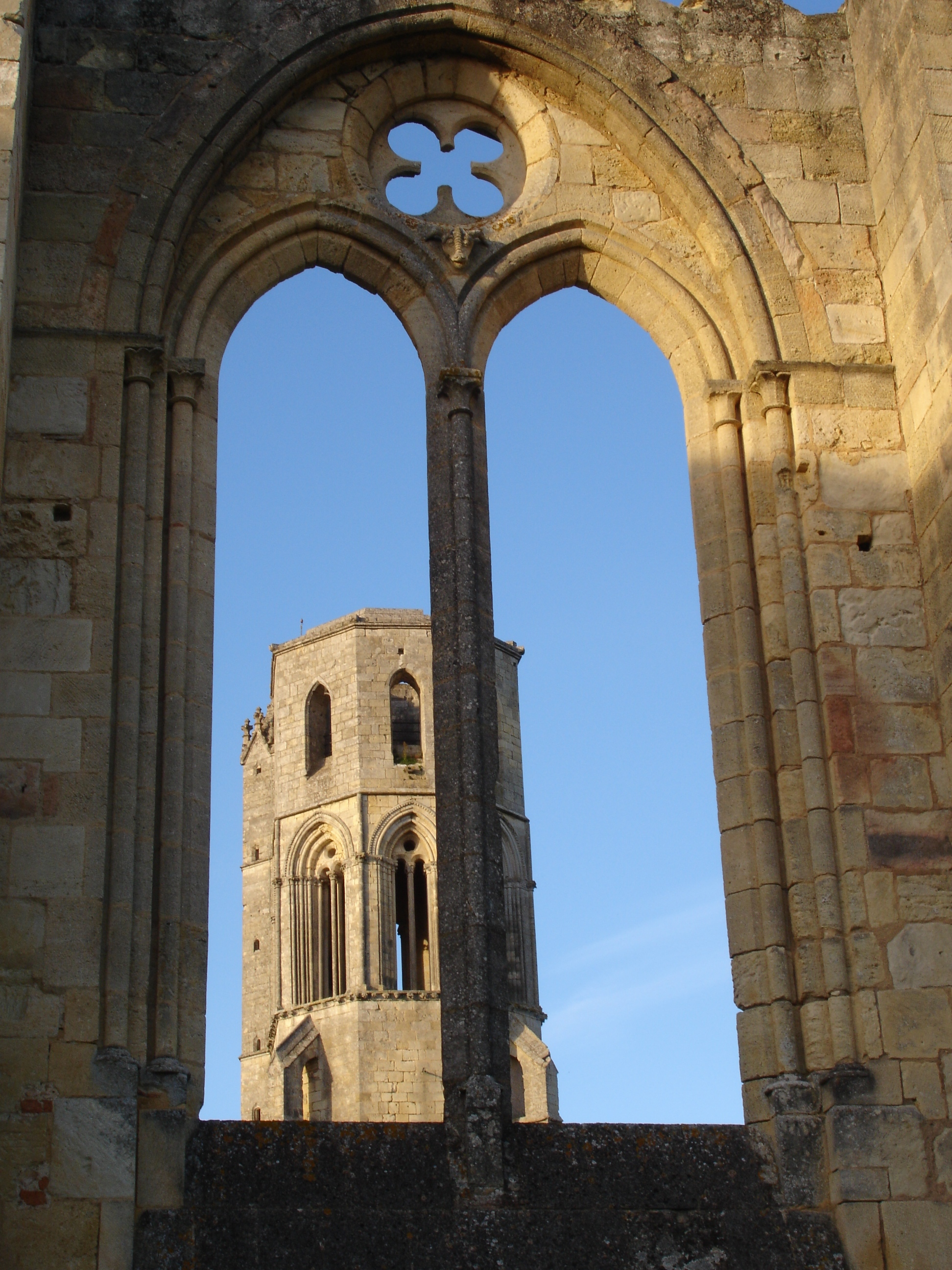
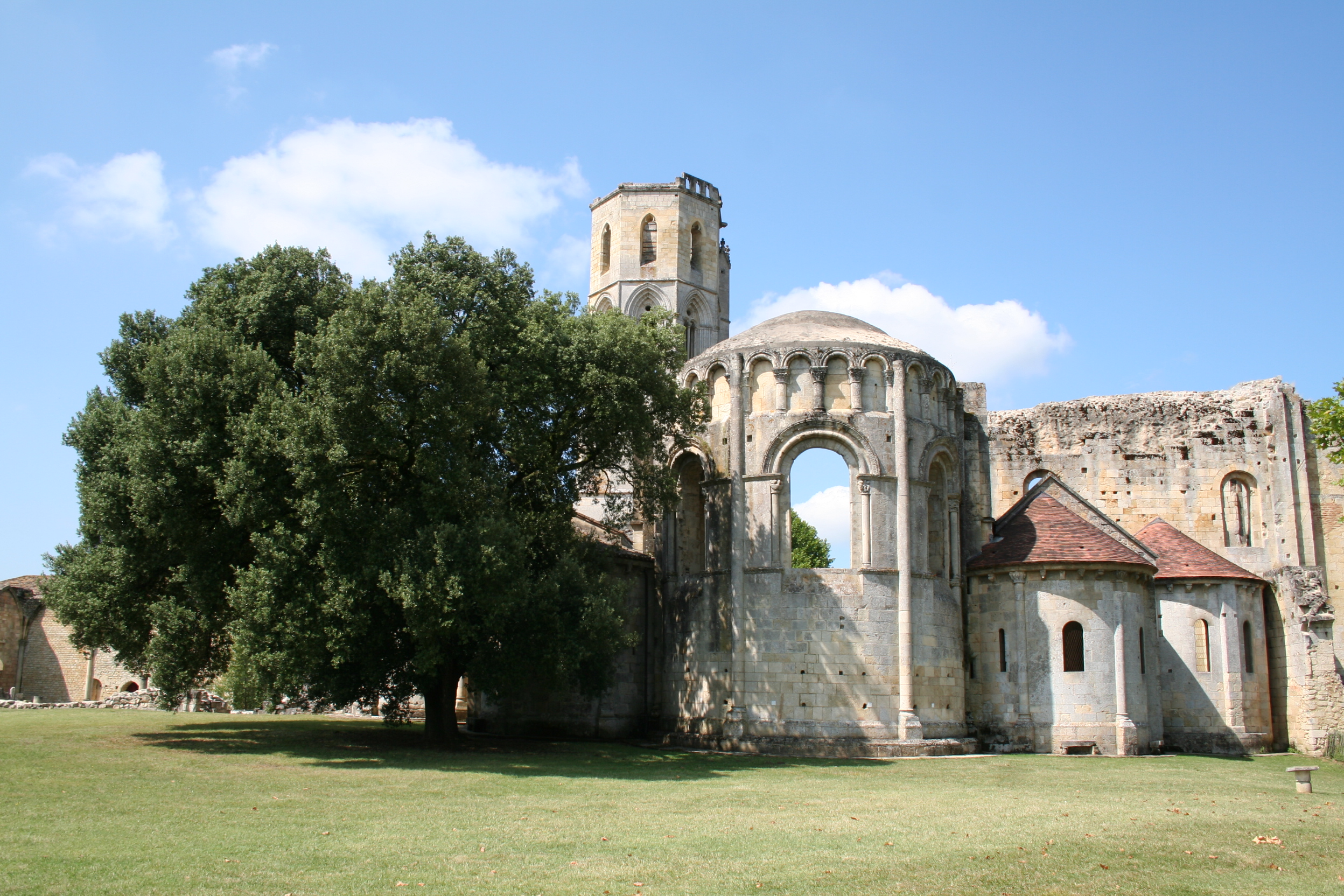
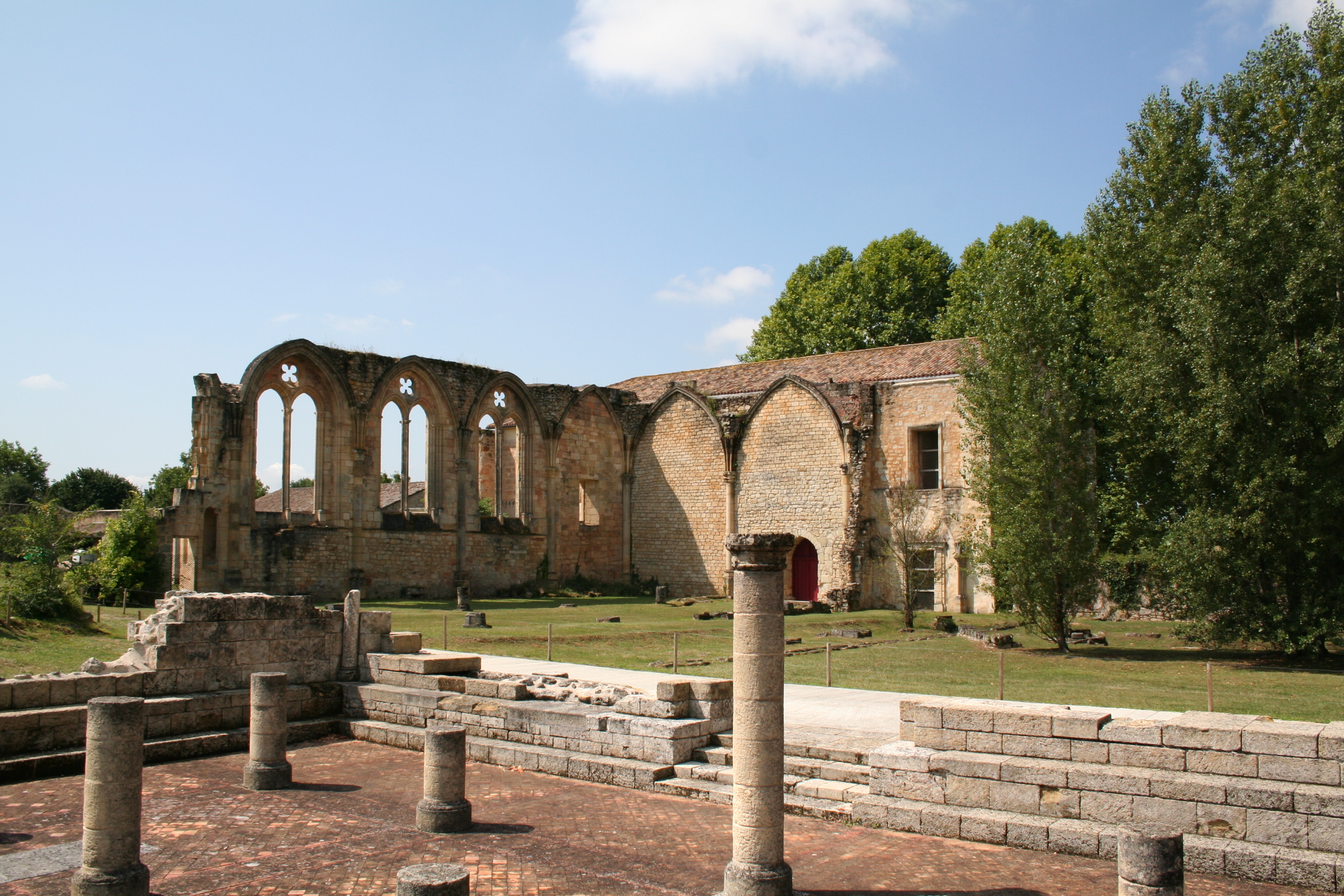
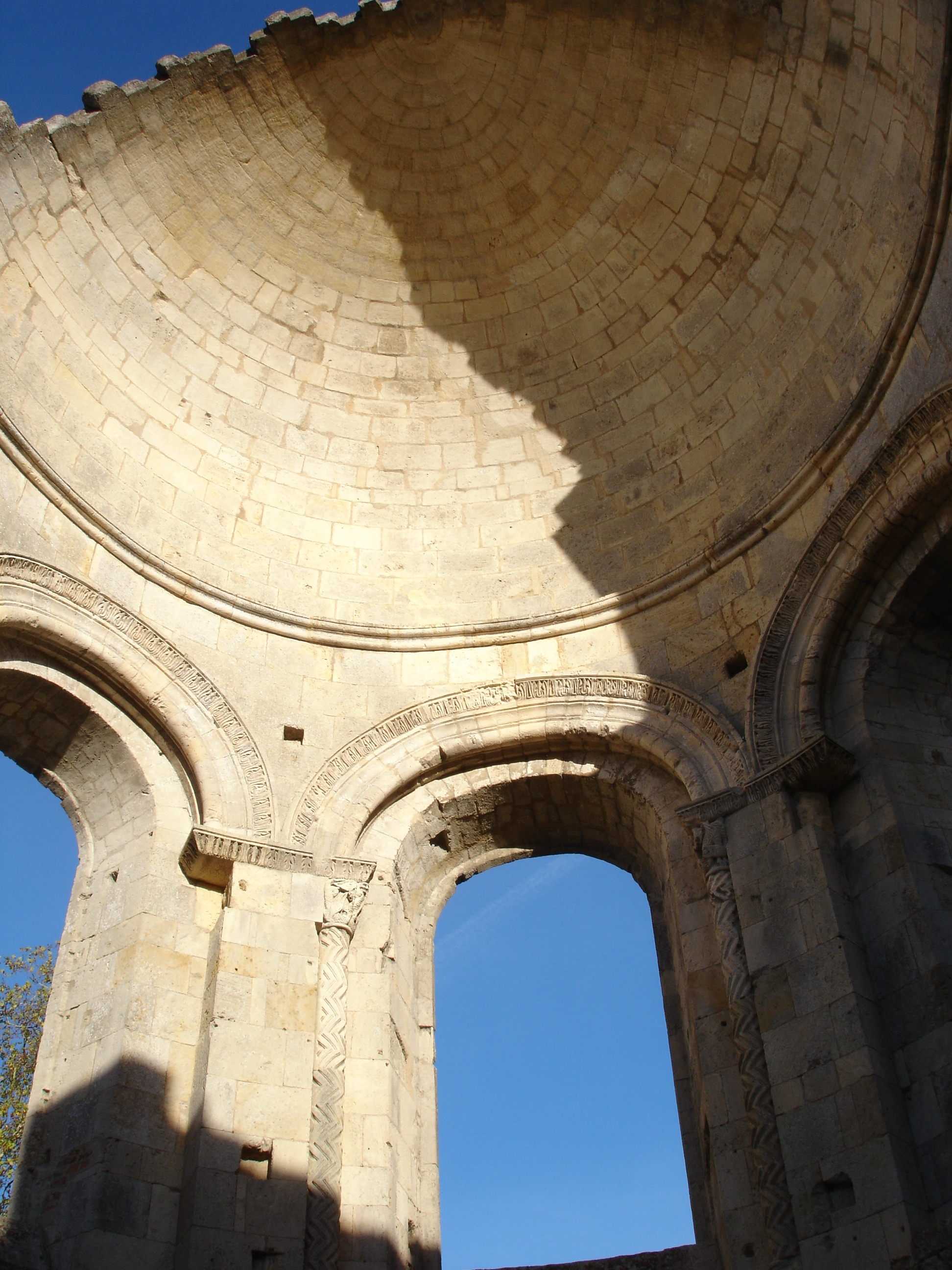
Gewelf van het schip
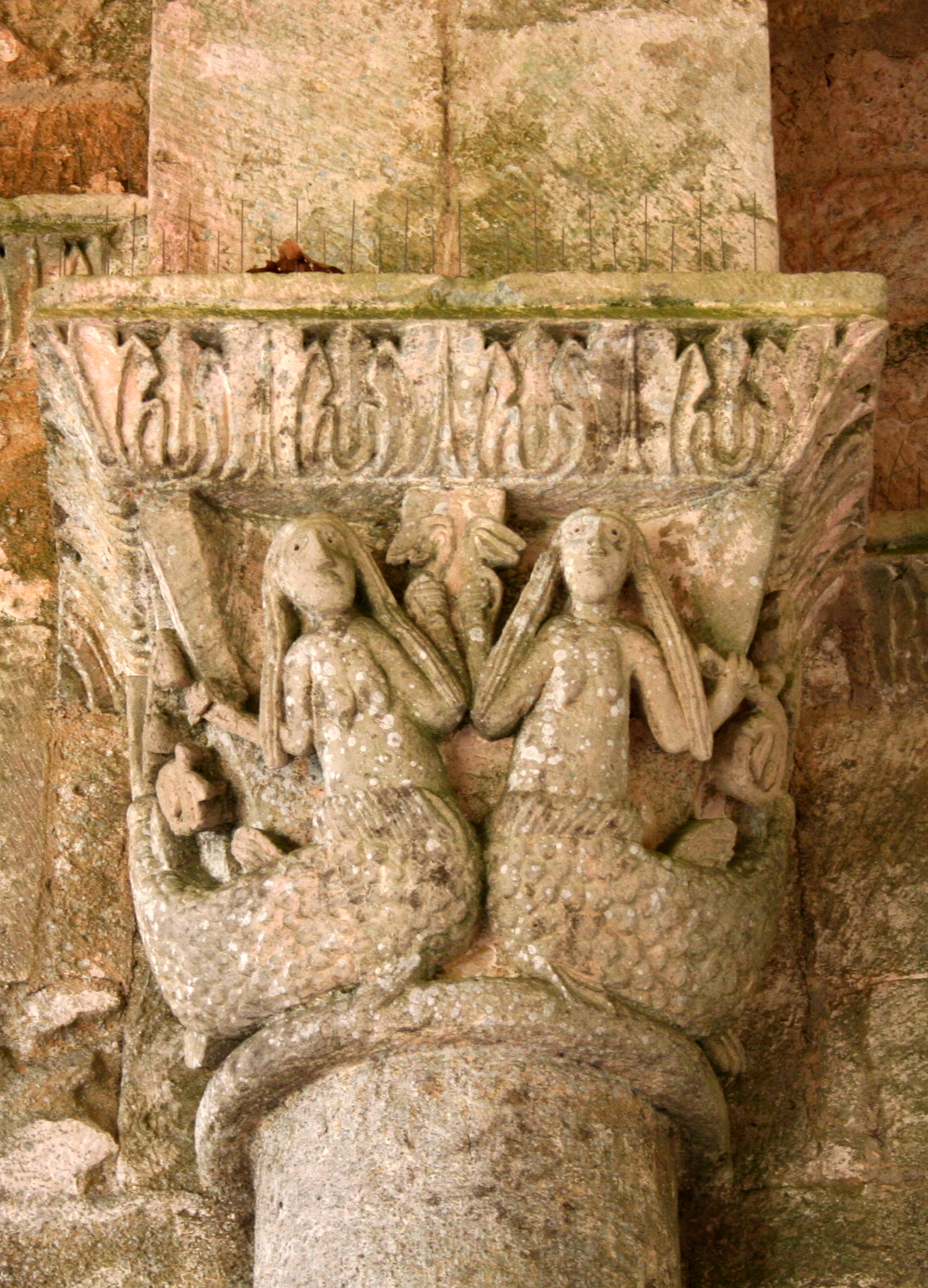
Kapiteel met sirenen
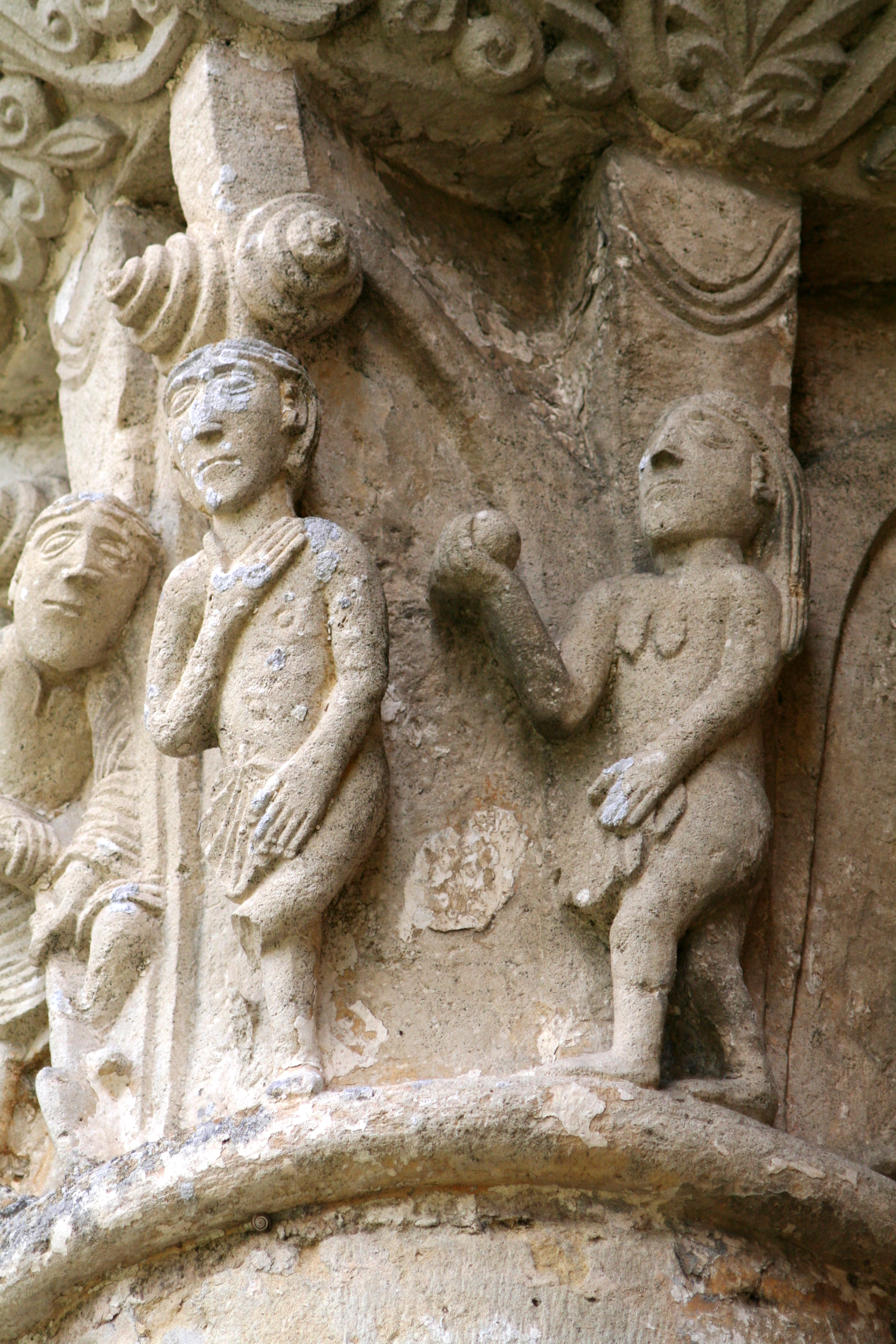
Kapiteel met de zondeval
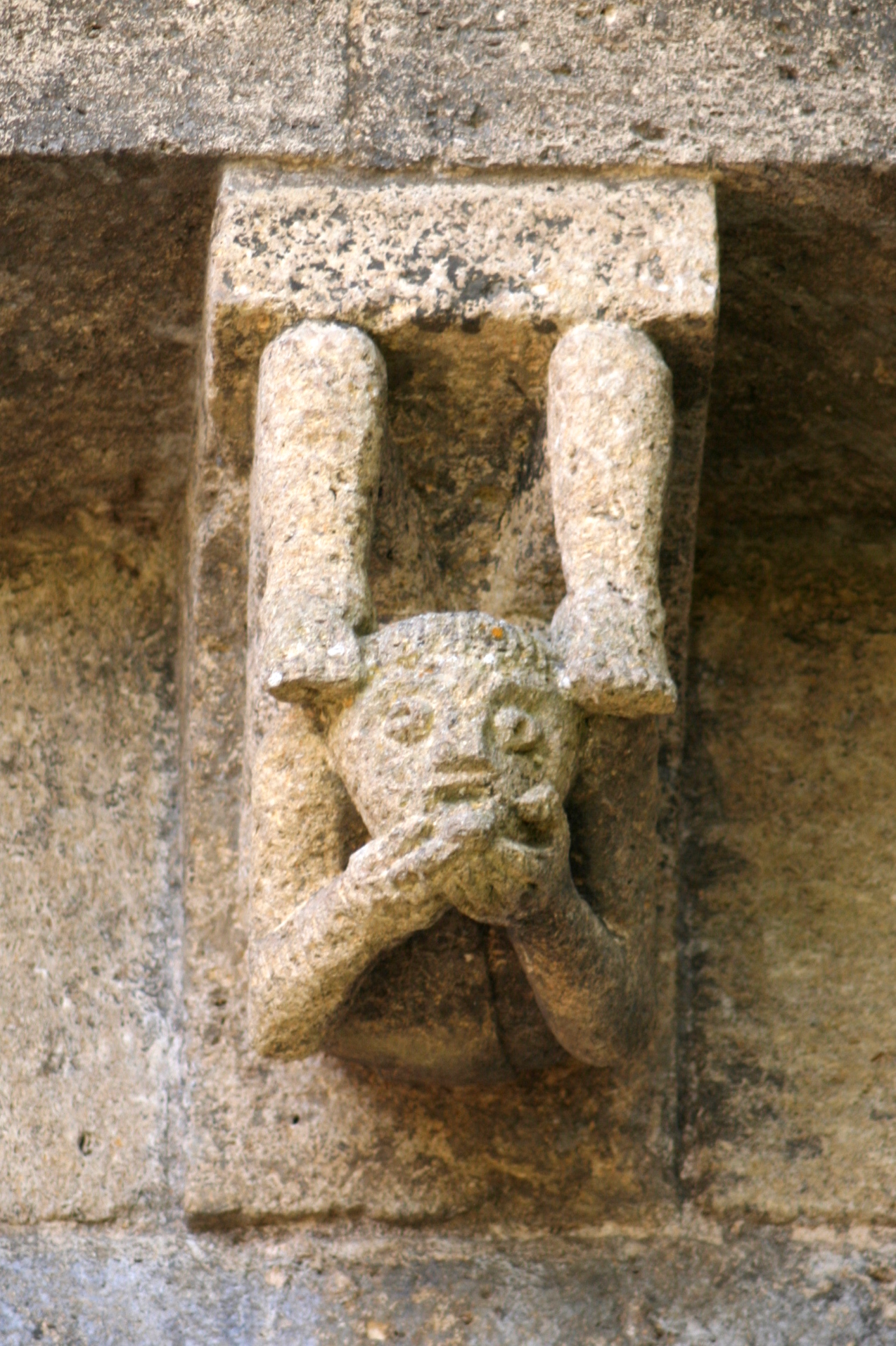
Kraagsteen van het chevet, acrobaat
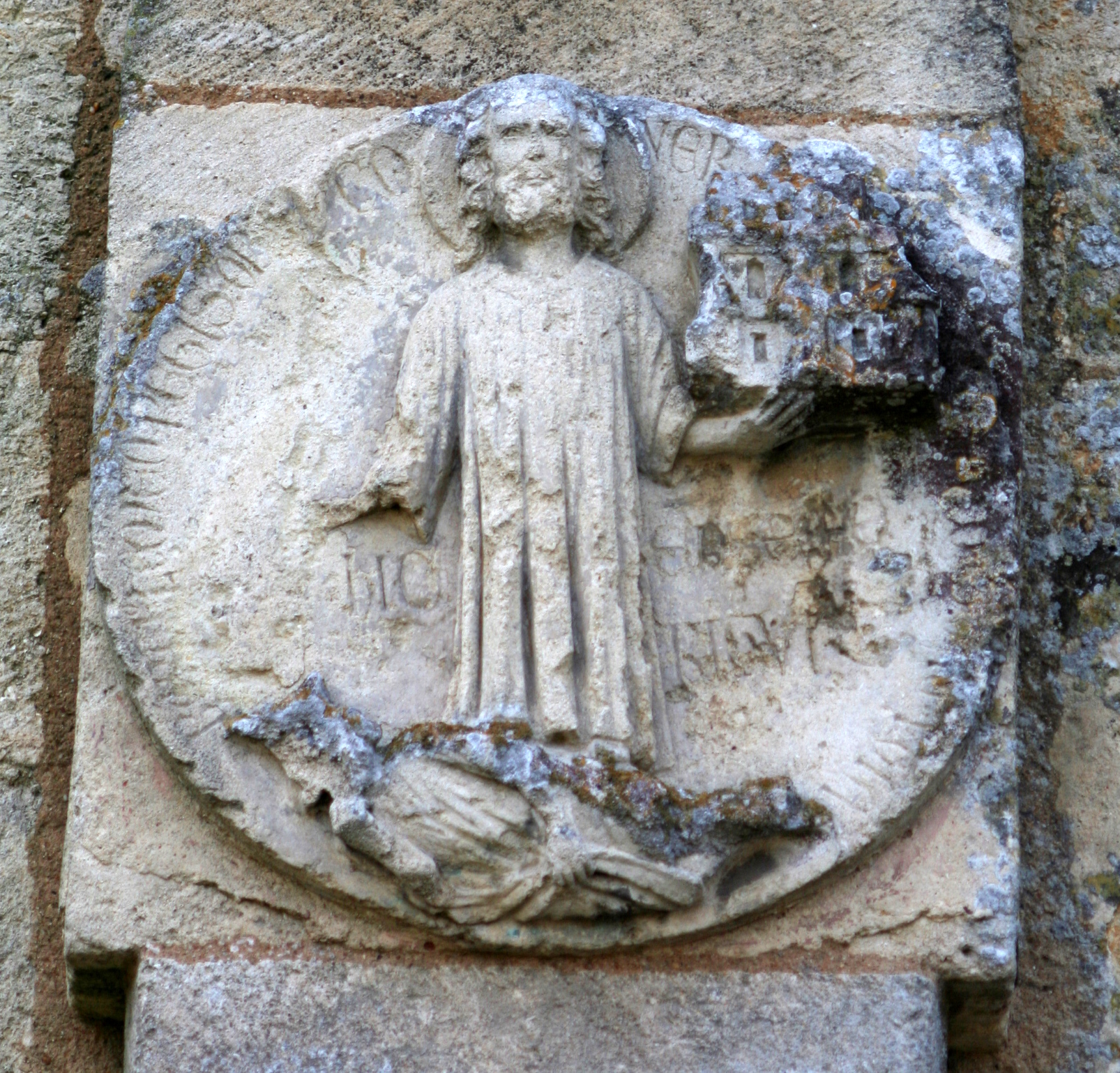
Inwijdingsmedaillon, Bartolomeüs
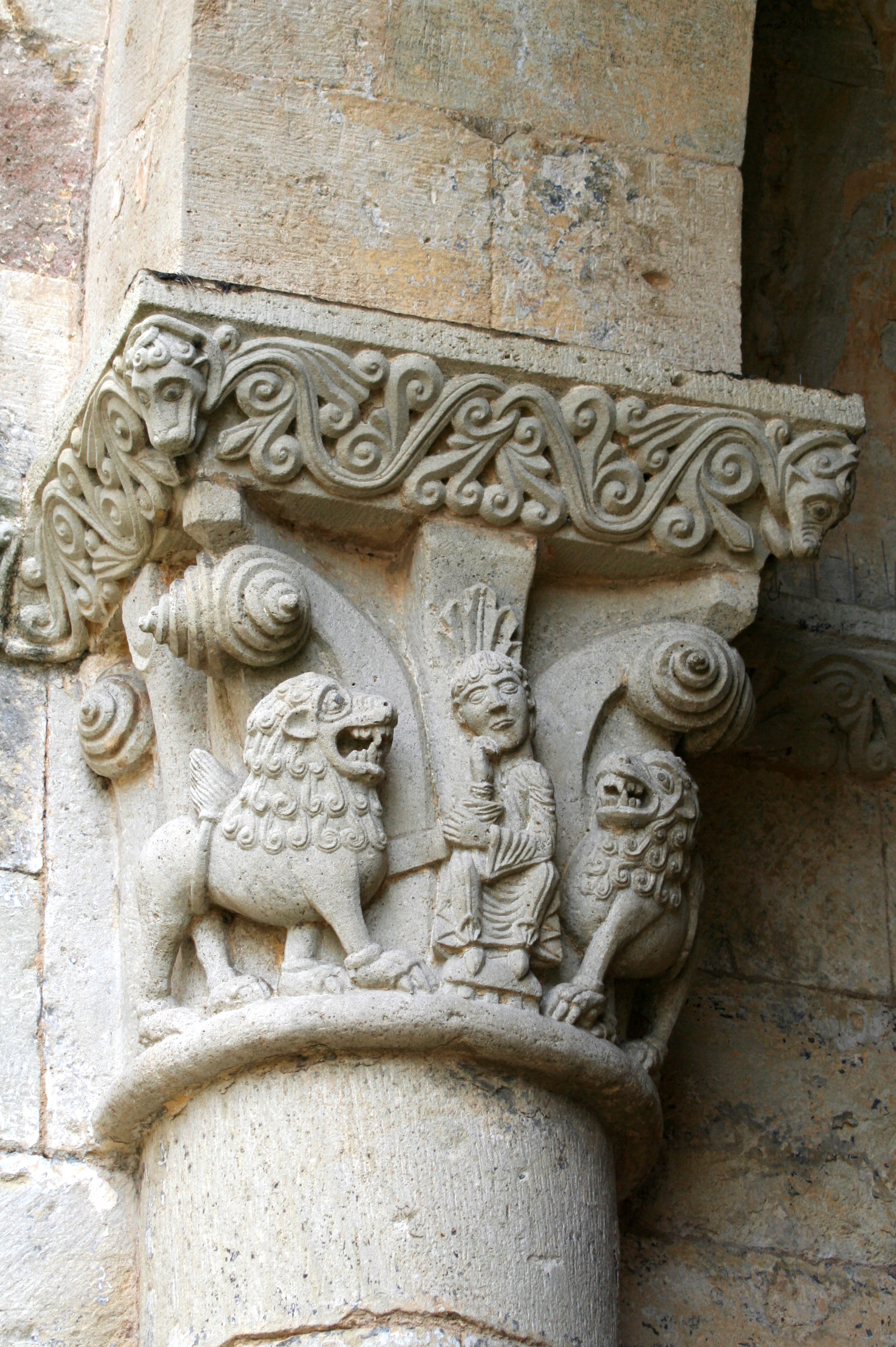
Kapiteel met Daniël in de leeuwenkuil